# Động đất Baladeh 2004
Động đất Baladeh 2004 (tiếng Ba Tư: زمین‌لرزه ۱۳۸۳ بلده) là trận động đất xảy ra vào lúc 17:08 (TEH), ngày 28 tháng 5 năm 2004. Trận động đất có cường độ 6.3 richter, tâm chấn độ sâu khoảng 20 km. Hậu quả trận động đất đã làm 35 người chết, 400 người bị thương.